# Rupert Vansittart

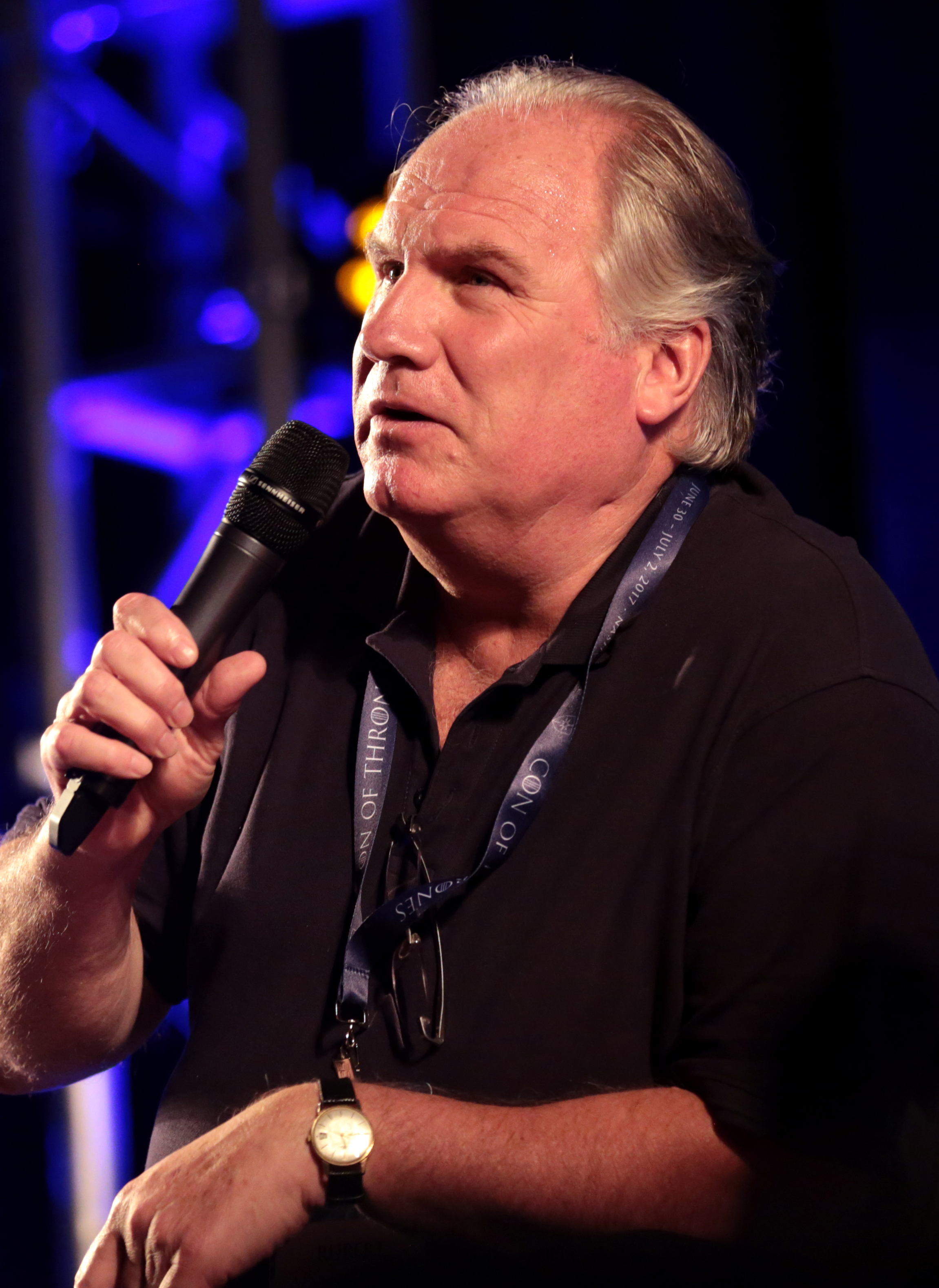
Rupert Vansittart (2017)

Rupert Nicholas Vansittart (* 10. Februar 1958 in Cranleigh, Surrey) ist ein britischer Schauspieler, der sich mittlerweile als Charakterdarsteller etabliert hat.

## Leben und Karriere
Rupert Vansittart wurde in der englischen Kleinstadt Cranleigh geboren und steht seit 1985 vor der Kamera. Er trat zunächst in kleineren Rollen in Film- und Fernsehproduktionen auf, bevor er 1995 in der Miniserie Stolz und Vorurteil die Rolle des Mr. Hurst übernahm. Während seiner Laufbahn kam es zu häufigen Kollaborationen mit dem Schauspieler und Comedian Rowan Atkinson. So trat er in zwei Folgen der auch in Deutschland erfolgreichen Fernsehserie Mr. Bean auf und spielte später in dem Agentenfilm Johnny English – Jetzt erst recht! mit.
1988 war er in dem Film Buster zu sehen. 
1995 spielte Vansittart als Lord Bottoms in dem Film Braveheart mit. Es folgten weitere Filmauftritte wie in Vier Hochzeiten und ein Todesfall, Bank Job, Die Eiserne Lady und Austenland.
In der jüngeren Vergangenheit tritt Vansittart zunehmend in Fernsehserien auf. Bereits 2005 war er u. a. in Doctor Who und Twisted Tales zu sehen. Seine größte Rolle spielte er als Lord Ashfordly  in der Serie Heartbeat von 1992 bis 2009. Weitere Serienrollen übernahm Vansittart in Inspector Barnaby, und Foyle's War. Von 2014 bis 2019 wirkte er zudem als Lord Yohn Rois in den Staffeln 4–8 der erfolgreichen Fernsehserie Game of Thrones mit.
Vansittart ist seit 1987 mit der Schauspielerin Emma Kate Watson verheiratet, einer Tochter des Schauspielers Moray Watson. Das Paar hat zwei Kinder.

## Filmografie (Auswahl)
- 1985: Bulman (Fernsehserie, Episode 1x09)
- 1985: Eine demanzipierte Frau (Plenty)
- 1986: Half Moon Street
- 1987: Eat the Rich
- 1988: Buster
- 1990–1991: The Piglet Files (Fernsehserie, 2 Episoden)
- 1992–2009: Heartbeat (Fernsehserie, 75 Episoden)
- 1993: Chef! (Fernsehserie, Episode 1x02)
- 1993: Was vom Tage übrig blieb (The Remains of the Day)
- 1994: Vier Hochzeiten und ein Todesfall (Four Weddings and A Funeral)
- 1994–1995: Mr. Bean (Fernsehserie, 2 Episoden)
- 1995: Braveheart
- 1995: Stolz und Vorurteil (Pride and Prejudice, Miniserie, 5 Episoden)
- 1995: Inspektor Fowler – Härter als die Polizei erlaubt (The Thin Blue Line; Fernsehserie, 1 Episode)
- 1995: Die Piratenbraut (Cutthroat Island)
- 1997: Noah’s Ark (Fernsehserie, Episode 1x04)
- 1997: Diana & Ich (Diana & Me)
- 1997: The Perfect Blue
- 1998: Monk Dawson
- 1999: Die Profis – Die nächste Generation (CI5: The New Professionals, Fernsehserie, Episode 1x04)
- 2000: Kevin und Perry tun es (Kevin & Perry go Large)
- 2000: The Bill (Fernsehserie, Episode 16x42)
- 2000–2001: My Family (Fernsehserie, 2 Episoden)
- 2002–2009: Inspector Barnaby (Fernsehserie, 3 Episoden)
- 2003–2004: My Dad's the Prime Minister (Fernsehserie, 8 Episoden)
- 2004: One Last Chance
- 2005: Twisted Tales (Fernsehserie, Episode 1x11)
- 2005: Doctor Who (Fernsehserie, 2 Episoden)
- 2007: Hustle – Unehrlich währt am längsten (Hustle, Fernsehserie, Episode 4x03)
- 2008: Bank Job
- 2009: Margaret (Fernsehfilm)
- 2011: Johnny English – Jetzt erst recht! (Johnny English Reborn)
- 2011: Die Eiserne Lady (The Iron Lady)
- 2012: Bad Education (Fernsehserie, Episode 1x05)
- 2013: Austenland
- 2013–2015: Foyle's War (Fernsehserie, 5 Episoden)
- 2014–2019: Game of Thrones (Fernsehserie, 13 Episoden)
- 2015: Versailles (Fernsehserie, 2 Episoden)
- 2016: Father Brown (Fernsehserie, Episode 4x07)
- 2016: A United Kingdom
- 2017: Kindeswohl (The Children Act)
- 2017: Outlander (Fernsehserie, Episode 3x04)
- 2019: Gentleman Jack (Fernsehserie, 3 Episoden)
- 2019: The Crown (Fernsehserie, Episode 3x05)
- 2020: Die Misswahl – Der Beginn einer Revolution  (Misbehaviour)
- 2020: Spy City (Fernsehserie, 4 Episoden)
- 2021: The Nevers (The Nevers, Fernsehserie, 3 Episoden)
- 2022: Andor (Fernsehserie, 2 Episoden)
- 2023: The Chelsea Detective (Fernsehserie, 1 Episode)
- 2023–2024: Diplomatische Beziehungen (The Diplomat, Fernsehserie, 3 Episoden)
- 2024: Belgravia: The Next Chapter (Fernsehserie, 4 Episoden)